# Idéroman
| Idéroman |
| --- |
| Försättsbladet till den första amerikanska översättningen (till engelska) av Hertha. - Betydelse – roman som för fram ett angeläget budskap - Bakgrund – i Sverige vid mitten av 1800-talet - Exempel – Hertha och Den siste athenaren |

En idéroman är en roman där ett budskap som är angeläget för författaren är starkt betonat. Exempel på verk i den här litterära genren är Fredrika Bremers Hertha, Lars Ahlins Tåbb med manifestet och Saul Bellows Herzog.

## Utformning
En idéroman är roman, det vill säga i grunden fiktiv skildring, som genom sin handling belyser ett eller flera teman, ofta för någon form av kritik. Idéromanen är däremot ingen debattskrift och den är inte lärobok eller facklitteratur. Däremot kan den vara politisk i ton och innehåll.
Böcker som är än mer koncentrerade på budskapet kan kallas tendenslitteratur.

## Betydelse
Hertha och Den siste athenaren från 1850-talet har båda beskrivits som de första stora svenska idéromanerna. Den förstnämnda föregick den tidiga kvinnorörelsen, medan den sistnämnda tog avstånd från flera avigsidor hos den svenska organiserade majoritetsreligionen.

## Exempel på idéromaner
- Hertha av Fredrika Bremer (1856; beskriven som Sveriges första stora idéroman[2])
- Den siste athenaren av Viktor Rydberg (1859; om kyrkans renlärighet, maktlystnad och intolerans)[1]

- Doktor Glas av Hjalmar Söderberg (1905; om offentlig moral och personlig frihet[7])
- Bergtagen av Thomas Mann (1924)[8]
- Falskmyntarna av André Gide (1925)
- Mrs Dalloway av Virginia Woolf (1925)
- Stäppvargen av Hermann Hesse (1927)
- Lady Chatterleys älskare av D.H. Lawrence (1928)
- Kontrapunkt av Aldous Huxley (1928)
- Erövrarna av André Malraux (1928)
- Zlata Ibrahimovics dagbok av Vladimir Oravsky, Daniel Malmén   (2004)
- Samtal med djävulen av Inger Edelfeldt (2010; om meningen med livet, tro, tvivel och döden)